# 阿城农场
阿城农场是一个位于中华人民共和国黑龙江省哈尔滨市阿城区的类似乡级单位，亦是黑龙江省农垦哈尔滨管理局所属的一个国有农场。
阿城农场始建于1954年，原为阿城原种场，隶属黑龙江省农业委员会。60多年来农场隶属关系多变，2007年黑龙江省省委、省政府决定将其划归黑龙江省农垦总局管理，隶属哈尔滨管理局。农场位于哈尔滨市阿城区，区域较广，分为“一场六地”：阿城区的场部、虎林市的阿北开发农场、七台河市的煤矿社区、黑河市的西郊砖厂、尚志市的蜜蜂千亩农区、宾县的九龙山柞蚕育种场。土地面积5.1万亩，其中耕地2.4万亩，总人口5300余人。

## 行政区划
阿城农场下辖以下单位：
阿城原种场场直、阿城原种场分场。